# (4532) Copland
(4532) Copland es un asteroide perteneciente al cinturón de asteroides, descubierto el 15 de abril de 1985 por Edward Bowell desde la Estación Anderson Mesa (condado de Coconino, cerca de Flagstaff, Arizona, Estados Unidos).

## Designación y nombre
Designado provisionalmente como 1985 GM1. Fue nombrado Copland en honor al compositor, pianista, director de orquesta estadounidense Aaron Copland.

## Características orbitales
Copland está situado a una distancia media del Sol de 2,993 ua, pudiendo alejarse hasta 3,124 ua y acercarse hasta 2,861 ua. Su excentricidad es 0,044 y la inclinación orbital 10,14 grados. Emplea 1891 días en completar una órbita alrededor del Sol.

## Características físicas
La magnitud absoluta de Copland es 12. Tiene 14,489 km de diámetro y su albedo se estima en 0,141.